# Ossauskoski kraftverksdamm
Ossauskoski kraftverksdamm (Ossauskosken vl:n yläallas) är ett vattenmagasin i Kemi älv vid Ossauskoski vattenkraftverk i kommunen Tervola i landskapet Lappland i Finland. Arean är 3,9 kvadratkilometer och strandlinjen är 19,4 kilometer lång. Sjön  ingår i Kemi älvs huvudavrinningsområde.   Den ligger omkring 42 kilometer sydväst om Rovaniemi och omkring 660 kilometer norr om Helsingfors. 
Nordöst om Ossauskoski kraftverksdamm ligger orten Koivu. Väster om Ossauskoski kraftverksdamm ligger Ossauskoski.